# Marcel Monmarché
Marcel Monmarché (1872-1945) est un des premiers collaborateurs des guides de voyage Joanne et directeur de la collection des Guides bleus de la maison Hachette.

## Biographie
Né en 1872, il succède à Paul Joanne et fonde les Guides Bleus. Il a deux fils, Jean et Hubert Monmarché, fondateurs de Images du monde, revue fondée le 30 décembre 1944 qui rachètent Point de vue (magazine) et une fille Marcelle Monmarché, amie de Germaine Tillion.
Sa nécrologie est publiée in memoriam : Marcel Monmarché, directeur des « guides bleus » dans la revue du Touring club de France, 1945. Il consigne le récit de ses voyages à travers le monde, dans des carnets. Les 218 carnets, illustrés de dessins, photos et plans, sont rassemblés dans un élégant cartonnier et donnés à la bibliothèque de Vendôme avec une vingtaine d'albums de photographies de ses voyages.
Il est reçu dans l'Ordre des Palmes Académiques pour saluer sa carrière au sein de la maison Hachette. Sans doute à l'occasion de l'Exposition internationale du livre et des industries du papier, qui s'est tenue à Paris en 1894.

## Publications
- Rocamadour et ses environs. Guide artistique du touriste et du pèlerin, illustré par André Slomszynski, 1898.
- Marcel Monmarché et Émilie Tillion, Les Pays d'Europe : les aspects de la nature ; les richesses monumentales ; les chefs-d'œuvre de l'art ; l'activité agricole et industrielle ; les particularités ethnographiques et sociales, Paris, Hachette, 
  - 1935 (volume 1) : Portugal. Espagne. Grande-Bretagne. Irlande. Belgique. Grand-Duché de Luxembourg. Pays-Bas. Danemark. Islande. Suède. Norvège.
  - 1936 (volume 2) : Italie. Cité du Vatican. Suisse. Autriche. Tchécoslovaquie. Allemagne. ville libre de Dantzig. Lituanie. Estonie. Finlande;
  - 1937 (volume 3) : Grèce. Rhodes et le Dodécanèse. Turquie. Bulgarie. Albanie. Yougoslavie. Hongrie. Roumanie. Pologne. Russie.
- Marcel Monmarché et Émilie Tillion (dir.), Le Pays de France : les aspects de la nature, les richesses monumentales, les chefs-d'œuvre de l'art, Paris, Hachette, 1950